# جون وولف باري
كان السير جون وولف باري KCB FRS (بالإنجليزية: John Wolfe Barry)‏ (7 ديسمبر 1836 - 22 يناير 1918)، الابن الأصغر للمهندس المعماري الشهير السير تشارلز باري، وكان جون مهندسًا مدنيًا إنجليزيًا في أواخر القرن التاسع عشر وأوائل القرن العشرين. أشهر مشاريعه هو جسر البرج فوق نهر التمز في لندن والذي تم بناؤه بين عامي 1886 و1894. بعد حصوله على وسام الفروسية في عام 1897، أضاف "وولف" إلى اسمه الموروث في عام 1898 ليصبح السير جون وولف باري.